# Fumetti di Devil anni '60
Elenco dei fumetti incentrati sul personaggio di Daredevil pubblicati negli anni '60 dalla Marvel Comics.
In Italia sono stati pubblicati per la prima volta dalla casa editrice Editoriale Corno tra il 1970 e il 1972 all'interno di L'Incredibile Devil.

## Storia editoriale
Il primo albo della serie, scritto da Stan Lee e disegnato da Bill Everett, fu pubblicato nel febbraio del 1964. La copertina derivava da uno schizzo concettuale di Jack Kirby poi inchiostrato da Bill Everett, e alle chine interne contribuirono il direttore di produzione Sol Brodsky, Steve Ditko e George Roussos a causa di un ritardo nei tempi di consegna di Everett; l'autore dovette infatti dividere il suo tempo tra un lavoro che svolgeva durante il giorno e la lavorazione dell'albo, la cui pubblicazione era inizialmente prevista per l'estate del 1963.
Joe Orlando succedette a Everett ai disegni, ma dopo tre albi lasciò a causa delle numerose rivisitazioni compiute da Lee alla sceneggiatura che lo portarono a produrre un alto quantitativo di pagine per cui non era prevista una remunerazione. Wally Wood gli succedette occupandosi sia dei disegni che delle chine venendo poi sostituito ai disegni da Bob Powell, ma rimanendo come inchiostratore. Wood realizzò un nuovo costume per il protagonista e aggiunse il simbolo della doppia D sul petto mentre il colore rosso venne scelto da Stan Lee. Wood si occupò anche della sceneggiatura del numero 10 la cui trama venne però conclusa da Stan Lee nel numero 11.
Per il dodicesimo albo inizialmente Lee pensò di affidare i disegni a Dick Ayers, ma le prime tavole che ricevette non gli piacquero così si rivolse a John Romita Sr., appena ritornato in casa editrice dopo un periodo passato alla DC Comics, per chiedergli come le avrebbe realizzate. Gli fece disegnare anche uno schizzo di Daredevil e il tutto lo convinse a chiedergli di disegnare la serie. Il suo albo di debutto e il seguente videro la collaborazione di Jack Kirby per l'impaginazione poiché Romita era ancora influenzato dallo stile dei fumetti romantici su cui aveva lavorato per anni alla DC Comics. Durante i mesi in cui Romita rimase sulla testata, le vendite ebbero un miglioramento come affermato da Roy Thomas in una conversazione con lui: "Ricordo che, sebbene Daredevil avesse una tiratura inferiore a quella di Spider-Man o Fantastici Quattro, per almeno un paio di mesi mentre lo realizzavi, ha avuto la percentuale di vendite più alta di tutti i fumetti Marvel.".
Con Romita la serie passò da bimestrale a mensile e restò fino al diciannovesimo albo, quando gli furono affidati i disegni di The Amazing Spiderman in seguito all'abbandono da parte di Steve Ditko. Stan Lee allora si rivolse a Gene Colan che, nonostante fosse stato presentato come temporaneo nel ventesimo albo, divenne il solo disegnatore della serie tra il 1966 e il 1973, con l'eccezione di tre albi disegnati da Barry Windsor-Smith nel 1969.
A partire dal numero 51 Roy Thomas succedette a Lee nella scrittura anche se quest'ultimo rimase come curatore della serie per altri 40 numeri. 
In questi anni oltre ad introdurre le origini del protagonista e alcuni dei suoi comprimari e avversari storici, la serie fu caratterizzata da trame come quella del finto gemello di Daredevil, Mike Murdock, la storia sentimentale con Karen Page, i primi team-up con l'Uomo Ragno e i Fantastici Quattro (con cui veniva paragonato nella copertina del primo albo); lo scontro tra Daredevil e Namor il Sub-Mariner avvenuto nel numero 7 è considerato un classico Marvel Comics.
Di seguito, i personaggi rilevanti introdotti all'interno della serie in questi anni (in ordine di apparizione):
- Matt Murdock
- Jack Murdock
- Roscoe Sweeney
- Foggy Nelson
- Karen Page
- Gufo
- Uomo Porpora
- Mister Fear (Zoltan Drago)
- Stilt-Man
- Deborah Harris
- Ani-Uomini
- Parnival Plunder
- Predone Mascherato
- Gladiatore
- Leap-Frog
- Exterminator/Phillip Sterling (ovvero Death-Stalker)
- Jester
- Mister Fear (Samuel Saxon)
- Stunt-Master

## Pubblicazioni

### Serie regolare
| Nr. | Data           | TItolo                                              | Titolo italiano                           | Sceneggiatura            | Disegni                             | Chine                                                   | Colori            | Copertina                                       | Prima edizione italiana                   | Data italiana  |
| --- | -------------- | --------------------------------------------------- | ----------------------------------------- | ------------------------ | ----------------------------------- | ------------------------------------------------------- | ----------------- | ----------------------------------------------- | ----------------------------------------- | -------------- |
| 1   | Febbraio 1964  | The Origin of Daredevil                             | L'origine di Devil                        | Stan Lee                 | Bill Everett                        | Bill Everett, Steve Ditko, George Roussos e Sol Brodsky | n/a               | Jack Kirby e Bill Everett                       | L'Incredibile Devil 1 (Editoriale Corno)  | Maggio 1970    |
| 2   | Aprile 1964    | The Evil Menace of Electro!                         | La perfida minaccia di Electro!           | Stan Lee                 | Joe Orlando                         | Vince Colletta                                          | n/a               | Jack Kirby e Vince Colletta                     | L'Incredibile Devil 2 (Editoriale Corno)  | Maggio 1970    |
| 3   | Giugno 1964    | The Owl, Ominous Overlord of Crime!                 | Il Gufo, il sinistro signore del crimine! | Stan Lee                 | Joe Orlando                         | Vince Colletta                                          | n/a               | Jack Kirby e Vince Colletta                     | L'Incredibile Devil 3 (Editoriale Corno)  | Giugno 1970    |
| 4   | Agosto 1964    | Killgrave, the Unbelievable Purple Man!             | Killgrave, l'incredibile Uomo Porpora     | Stan Lee                 | Joe Orlando                         | Vince Colletta                                          | n/a               | Jack Kirby e Vince Colletta                     | L'Incredibile Devil 4 (Editoriale Corno)  | Giugno 1970    |
| 5   | Ottobre 1964   | The Mysterious Masked Matador!                      | Il misterioso Matador!                    | Stan Lee                 | Wallace Wood                        | Wallace Wood                                            | n/a               | Wally Wood                                      | L'Incredibile Devil 5 (Editoriale Corno)  | Luglio 1970    |
| 6   | Dicembre 1964  | Trapped by... the Fellowship of Fear!               | Intrappolato dai... seguaci della paura   | Stan Lee                 | Wallace Wood                        | Wallace Wood                                            | n/a               | Wally Wood                                      | L'Incredibile Devil 6 (Editoriale Corno)  | Luglio 1970    |
| 7   | Febbraio 1965  | In Mortal Combat with... Sub-Mariner!               | In lotta con Sub-Mariner!                 | Stan Lee                 | Wallace Wood                        | Wallace Wood                                            | n/a               | Wally Wood                                      | L'Incredibile Devil 7 (Editoriale Corno)  | Luglio 1970    |
| 8   | Aprile 1965    | The Stiltman Cometh!                                | L'arrivo di Stilt-man                     | Stan Lee                 | Wallace Wood                        | Wallace Wood                                            | n/a               | Wally Wood                                      | L'Incredibile Devil 8 (Editoriale Corno)  | Agosto 1970    |
| 9   | Giugno 1965    | That He May See!                                    | E luce sia!                               | Stan Lee                 | Bob Powell                          | Wallace Wood                                            | n/a               | Wally Wood                                      | L'Incredibile Devil 9 (Editoriale Corno)  | Agosto 1970    |
| 10  | Agosto 1965    | While the City Sleeps!                              | Mentre la città dorme                     | Wallace Wood             | Bob Powell                          | Wallace Wood                                            | n/a               | Wally Wood                                      | L'Incredibile Devil 10 (Editoriale Corno) | Settembre 1970 |
| 11  | Ottobre 1965   | A Time to Unmask!                                   | L'ora della verità                        | Stan Lee                 | Bob Powell                          | Wallace Wood                                            | n/a               | Bob Powell                                      | L'Incredibile Devil 10 (Editoriale Corno) | Settembre 1970 |
| 12  | Novembre 1965  | Sightless, in a Savage Land!                        | Cieco, in una terra selvaggia!            | Stan Lee                 | John Romita Sr. (layout Jack Kirby) | John Romita Sr.                                         | n/a               | John Romita Sr.                                 | L'Incredibile Devil 11 (Editoriale Corno) | Settembre 1970 |
| 13  | Dicembre 1965  | The Secret of Ka-Zar's Origin!                      | Il segreto delle origini di Ka-Zar        | Stan Lee                 | John Romita Sr. (layout Jack Kirby) | John Romita Sr.                                         | n/a               | Jack Kirby                                      | L'Incredibile Devil 11 (Editoriale Corno) | Settembre 1970 |
| 14  | Gennaio 1966   | If This Be Justice...!                              | Se questa è Giustizia...                  | Stan Lee                 | John Romita Sr.                     | Frank Giacoia                                           | n/a               | John Romita Sr.                                 | L'Incredibile Devil 12 (Editoriale Corno) | Ottobre 1970   |
| 15  | Febbraio 1966  | ...And Men Shall Call Him... Ox!                    | ...e tutti lo chiameranno... il Bue       | Stan Lee                 | John Romita Sr.                     | Frank Giacoia                                           | n/a               | John Romita Sr.                                 | L'Incredibile Devil 13 (Editoriale Corno) | Ottobre 1970   |
| 16  | Marzo 1966     | Enter...Spider-Man                                  | Arriva... l'Uomo Ragno!                   | Stan Lee                 | John Romita Sr.                     | Frank Giacoia                                           | n/a               | John Romita Sr.                                 | L'Incredibile Devil 14 (Editoriale Corno) | Novembre 1970  |
| 17  | Aprile 1966    | None are So Blind..!                                | Nessuno è tanto cieco!                    | Stan Lee                 | John Romita Sr.                     | Frank Giacoia                                           | n/a               | John Romita Sr.                                 | L'Incredibile Devil 14 (Editoriale Corno) | Novembre 1970  |
| 18  | Maggio 1966    | There Shall Come a Gladiator!                       | E arrivò un Gladiatore                    | Stan Lee e Dennis O'Neil | John Romita Sr.                     | Frank Giacoia                                           | n/a               | John Romita Sr.                                 | L'Incredibile Devil 15 (Editoriale Corno) | Novembre 1970  |
| 19  | Giugno 1966    | Alone, Against The Underworld!                      | Solo contro il crimine!                   | Stan Lee                 | John Romita Sr.                     | Frank Giacoia                                           | n/a               | John Romita Sr.                                 | L'Incredibile Devil 16 (Editoriale Corno) | Dicembre 1970  |
| 20  | Giugno 1966    | The Verdict Is: Death!                              | Il verdetto è morte!                      | Stan Lee                 | Gene Colan                          | Frank Giacoia                                           | n/a               | John Romita Sr.                                 | L'Incredibile Devil 17 (Editoriale Corno) | Dicembre 1970  |
| 21  | Agosto 1966    | The Trap Is Sprung                                  | La trappola si stringe                    | Stan Lee                 | Gene Colan                          | Frank Giacoia, Dick Ayers e Bill Everett                | n/a               | Gene Colan                                      | L'Incredibile Devil 17 (Editoriale Corno) | Dicembre 1970  |
| 22  | Settembre 1966 | The Tri-Man Lives!                                  | Tri-Man vive!                             | Stan Lee                 | Gene Colan                          | Frank Giacoia e Dick Ayers                              | n/a               | Gene Colan                                      | L'Incredibile Devil 18 (Editoriale Corno) | Dicembre 1970  |
| 23  | Ottobre 1966   | Daredevil Goes Wild!                                | Devil alla riscossa!                      | Stan Lee                 | Gene Colan                          | Frank Giacoia                                           | n/a               | Gene Colan                                      | L'Incredibile Devil 18 (Editoriale Corno) | Dicembre 1970  |
| 24  | Novembre 1966  | The Mystery of the Midnight Stalker!                | Il mistero dell'assassino di mezzanotte!  | Stan Lee                 | Gene Colan                          | Frank Giacoia                                           | n/a               | Gene Colan                                      | L'Incredibile Devil 19 (Editoriale Corno) | Gennaio 1971   |
| 25  | Dicembre 1966  | Enter: The Leap-Frog!                               | Entra in scena Frog!                      | Stan Lee                 | Gene Colan                          | Frank Giacoia                                           | n/a               | Gene Colan                                      | L'Incredibile Devil 20 (Editoriale Corno) | Gennaio 1971   |
| 26  | Gennaio 1967   | Stilt-Man Strikes Again                             | Stilt-Man colpisce ancora                 | Stan Lee                 | Gene Colan                          | Frank Giacoia                                           | n/a               | Gene Colan                                      | L'Incredibile Devil 21 (Editoriale Corno) | Febbraio 1971  |
| 27  | Febbraio 1967  | Mike Murdock Must Die!                              | Mike Murdock deve morire!                 | Stan Lee                 | Gene Colan                          | Frank Giacoia                                           | n/a               | Gene Colan                                      | L'Incredibile Devil 22 (Editoriale Corno) | Febbraio 1971  |
| 28  | Marzo 1967     | Thou Shalt Not Covet Thy Neighbor's Planet!         | Non desiderare il pianeta d'altri         | Stan Lee                 | Gene Colan                          | Dick Ayers                                              | n/a               | Gene Colan                                      | L'Incredibile Devil 23 (Editoriale Corno) | Marzo 1971     |
| 29  | Aprile 1967    | Unmasked!                                           | Smascherato!                              | Stan Lee                 | Gene Colan                          | John Tartaglione                                        | n/a               | Gene Colan                                      | L'Incredibile Devil 24 (Editoriale Corno) | Marzo 1971     |
| 30  | Maggio 1967    | ...If There Should Be A Thunder God!                | Il Dio del Tuono                          | Stan Lee                 | Gene Colan                          | John Tartaglione                                        | n/a               | Gene Colan                                      | L'Incredibile Devil 25 (Editoriale Corno) | Aprile 1971    |
| 31  | Giugno 1967    | Blind Man's Bluff!                                  | Il bluff del cieco                        | Stan Lee                 | Gene Colan                          | John Tartaglione                                        | n/a               | Gene Colan                                      | L'Incredibile Devil 26 (Editoriale Corno) | Aprile 1971    |
| 32  | Luglio 1967    | ...To Fight the Impossible Fight!                   | Lotta impossibile!                        | Stan Lee                 | Gene Colan                          | John Tartaglione                                        | n/a               | Gene Colan                                      | L'Incredibile Devil 27 (Editoriale Corno) | Maggio 1971    |
| 33  | Agosto 1967    | Behold... The Beetle!                               | Ecco a voi, lo Scarabeo!                  | Stan Lee                 | Gene Colan                          | John Tartaglione                                        | n/a               | Gene Colan                                      | L'Incredibile Devil 29 (Editoriale Corno) | Giugno 1971    |
| 34  | Settembre 1967 | To Squash a Beetle!                                 | Schiacciare lo Scarabeo                   | Stan Lee                 | Gene Colan                          | John Tartaglione                                        | n/a               | Gene Colan                                      | L'Incredibile Devil 30 (Editoriale Corno) | Giugno 1971    |
| 35  | Ottobre 1967   | Daredevil Dies First!                               | Morire per morire                         | Stan Lee                 | Gene Colan                          | John Tartaglione                                        | n/a               | Gene Colan                                      | L'Incredibile Devil 31 (Editoriale Corno) | Luglio 1971    |
| 36  | Novembre 1967  | The Name of the Game Is Mayhem!                     | Il gioco della morte                      | Stan Lee                 | Gene Colan                          | Frank Giacoia                                           | n/a               | Gene Colan                                      | L'Incredibile Devil 32 (Editoriale Corno) | Luglio 1971    |
| 37  | Dicembre 1967  | Don't Look Now, But It's-- Dr. Doom!                | Non voltarti, c'è il... Dr. Destino!      | Stan Lee                 | Gene Colan                          | Frank Giacoia e John Tartaglione                        | n/a               | Gene Colan                                      | L'Incredibile Devil 33 (Editoriale Corno) | Luglio 1971    |
| 38  | Gennaio 1968   | The Living Prison!                                  | La prigione vivente                       | Stan Lee                 | Gene Colan                          | Frank Giacoia                                           | n/a               | Gene Colan                                      | L'Incredibile Devil 34 (Editoriale Corno) | Agosto 1971    |
| 39  | Febbraio 1968  | The Exterminator and the Super-Powered Unholy Three | Ecco a voi lo sterminatore                | Stan Lee                 | Gene Colan                          | George Tuska                                            | n/a               | Gene Colan                                      | L'Incredibile Devil 36 (Editoriale Corno) | Settembre 1971 |
| 40  | Marzo 1968     | The Fallen Hero!                                    | Un eroe in ginocchio!                     | Stan Lee                 | Gene Colan                          | Frank Giacoia                                           | n/a               | Gene Colan                                      | L'Incredibile Devil 37 (Editoriale Corno) | Settembre 1971 |
| 41  | Aprile 1968    | The Death of Mike Murdock!                          | La morte di Mike Murdock!                 | Stan Lee                 | Gene Colan                          | John Tartaglione                                        | n/a               | Gene Colan                                      | L'Incredibile Devil 38 (Editoriale Corno) | Ottobre 1971   |
| 42  | Maggio 1968    | Nobody Laughs at the Jester!                        | Nessuno ride di Jester!                   | Stan Lee                 | Gene Colan                          | Dan Adkins                                              | n/a               | Gene Colan                                      | L'Incredibile Devil 39 (Editoriale Corno) | Ottobre 1971   |
| 43  | Giugno 1968    | In Combat With Captain America!                     | In lotta con Capitan America              | Stan Lee                 | Gene Colan                          | Vince Colletta                                          | n/a               | Jack Kirby                                      | L'Incredibile Devil 40 (Editoriale Corno) | Novembre 1971  |
| 44  | Luglio 1968    | I, Murderer!                                        | Io, l'assassino!                          | Stan Lee                 | Gene Colan                          | Vince Colletta                                          | n/a               | Gene Colan e Jim Steranko                       | L'Incredibile Devil 41 (Editoriale Corno) | Novembre 1971  |
| 45  | Agosto 1968    | The Dismal Dregs of Defeat!                         | L'amaro sapore della sconfitta            | Stan Lee                 | Gene Colan                          | Vince Colletta                                          | n/a               | Gene Colan                                      | L'Incredibile Devil 42 (Editoriale Corno) | Dicembre 1971  |
| 46  | Settembre 1968 | ...The Final Jest!                                  | ...l'ultima beffa!                        | Stan Lee                 | Gene Colan                          | George Klein                                            | n/a               | Gene Colan                                      | L'Incredibile Devil 43 (Editoriale Corno) | Dicembre 1971  |
| 47  | Ottobre 1968   | Brother, Take My Hand!                              | Prendi la mia mano, fratello!             | Stan Lee                 | Gene Colan                          | George Klein                                            | n/a               | Gene Colan                                      | L'Incredibile Devil 44 (Editoriale Corno) | Dicembre 1971  |
| 48  | Novembre 1968  | Farewell to Foggy!                                  | Addio a Foggy!                            | Stan Lee                 | Gene Colan                          | George Klein                                            | n/a               | Gene Colan                                      | L'Incredibile Devil 45 (Editoriale Corno) | Gennaio 1972   |
| 49  | Dicembre 1968  | Daredevil Drops Out                                 | Il costume sotto la pelle!                | Stan Lee                 | Gene Colan                          | George Klein                                            | n/a               | Gene Colan                                      | L'Incredibile Devil 46 (Editoriale Corno) | Gennaio 1972   |
| 50  | Gennaio 1969   | If in Battle I Fall...!                             | Se cado in battaglia…!                    | Stan Lee                 | Barry Windsor-Smith                 | Philip Craig Russell                                    | n/a               | Barry Windsor-Smith, Gene Colan e John Romita   | L'Incredibile Devil 47 (Editoriale Corno) | Febbraio 1972  |
| 51  | Febbraio 1969  | Run, Murdock, Run!                                  | Corri, murdock, corri!                    | Roy Thomas               | Barry Windsor-Smith                 | George Klein                                            | n/a               | Barry Windsor-Smith, George Klein e John Romita | L'Incredibile Devil 48 (Editoriale Corno) | Febbraio 1972  |
| 52  | Marzo 1969     | The Night of the Panther!                           | La notte della pantera!                   | Roy Thomas               | Barry Windsor-Smith                 | Philip Craig Russell                                    | Michele Wrightson | Barry Windsor-Smith                             | L'Incredibile Devil 49 (Editoriale Corno) | Marzo 1972     |
| 53  | Aprile 1969    | As It Was in the Beginning...                       | Com'era in principio…                     | Stan Lee e Roy Thomas    | Gene Colan                          | George Klein                                            | n/a               | Gene Colan                                      | L'Incredibile Devil 50 (Editoriale Corno) | Marzo 1972     |
| 54  | Maggio 1969    | Call Him... Fear!                                   | Chiamatelo… Mr. Fear!                     | Roy Thomas               | Gene Colan                          | George Klein                                            | Michele Wrightson | Gene Colan                                      | L'Incredibile Devil 51 (Editoriale Corno) | Aprile 1972    |
| 55  | Giugno 1969    | Cry Coward!                                         | Piangi, codardo!                          | Roy Thomas               | Gene Colan                          | Syd Shores                                              | Michele Wrightson | Gene Colan                                      | L'Incredibile Devil 52 (Editoriale Corno) | Aprile 1972    |
| 56  | Luglio 1969    | ... And Death Came Riding!                          | …e la morte giunse a cavallo!             | Roy Thomas               | Gene Colan                          | Syd Shores                                              | Michele Wrightson | Gene Colan                                      | L'Incredibile Devil 53 (Editoriale Corno) | Maggio 1972    |
| 57  | Agosto 1969    | In the Midst of Life...!                            | "nel pieno della vita…!"                  | Roy Thomas               | Gene Colan                          | Syd Shores                                              | Michele Wrightson | Gene Colan                                      | L'Incredibile Devil 54 (Editoriale Corno) | Maggio 1972    |
| 58  | Settembre 1969 | Spin-Out On Fifth Avenue!                           | Sbandata sulla quinta strada!             | Roy Thomas               | Gene Colan                          | Syd Shores                                              | Michele Wrightson | Gene Colan                                      | L'Incredibile Devil 55 (Editoriale Corno) | Maggio 1972    |
| 59  | Ottobre 1969   | The Torpedo Will Get You If You Don't Watch Out!    | Torpedo ti prenderà, se non stai attento! | Roy Thomas               | Gene Colan                          | Syd Shores                                              | Michele Wrightson | Gene Colan                                      | L'Incredibile Devil 56 (Editoriale Corno) | Giugno 1972    |
| 60  | Novembre 1969  | Showdown At Sea!                                    | Scontro finale in mare!                   | Roy Thomas               | Gene Colan                          | Syd Shores                                              | Michele Wrightson | Gene Colan                                      | L'Incredibile Devil 57 (Editoriale Corno) | Giugno 1972    |
| 61  | Dicembre 1969  | Trapped... By The Trio Of Doom!                     | Intrappolato... dal malefico trio!        | Roy Thomas               | Gene Colan                          | Syd Shores                                              | Michele Wrightson | Marie Severin                                   | L'Incredibile Devil 58 (Editoriale Corno) | Luglio 1972    |

### Annual
| Nr. | Data        | TItolo                                             | Titolo italiano                 | Sceneggiatura | Disegni    | Chine                              | Colori        | Copertina                                                           | Prima edizione italiana                   | Data italiana |
| --- | ----------- | -------------------------------------------------- | ------------------------------- | ------------- | ---------- | ---------------------------------- | ------------- | ------------------------------------------------------------------- | ----------------------------------------- | ------------- |
| 1   | Giugno 1967 | Electro and His Emissaries of Evil                 | Electro e gli emissari del male | Stan Lee      | Gene Colan | John Tartaglione                   | Stan Goldberg | Gene Colan (matite), Frank Giacoia (chine) e Stan Goldberg (colori) | L'Incredibile Devil 28 (Editoriale Corno) | Maggio 1971   |
| 1   | Giugno 1967 | Inside Daredevil!                                  | I segreti di Devil              | Stan Lee      | Gene Colan | John Tartaglione                   | Stan Goldberg | Gene Colan (matite), Frank Giacoia (chine) e Stan Goldberg (colori) | L'Incredibile Devil 60 (Editoriale Corno) | Agosto 1972   |
| 1   | Giugno 1967 | An Explanation                                     | Spiegazioni                     | Stan Lee      | Gene Colan | John Tartaglione                   | Stan Goldberg | Gene Colan (matite), Frank Giacoia (chine) e Stan Goldberg (colori) | L'Incredibile Devil 28 (Editoriale Corno) | Maggio 1971   |
| 1   | Giugno 1967 | A Colorful Collection of D.D.'s Cast of Characters | n/a                             | Stan Lee      | Gene Colan | John Tartaglione                   | Stan Goldberg | Gene Colan (matite), Frank Giacoia (chine) e Stan Goldberg (colori) | Inedito                                   | n/a           |
| 1   | Giugno 1967 | A Dazzling D.D. Memory Page                        | n/a                             | Stan Lee      | Gene Colan | John Tartaglione e John Verpoorten | Stan Goldberg | Gene Colan (matite), Frank Giacoia (chine) e Stan Goldberg (colori) | Inedito                                   | n/a           |
| 1   | Giugno 1967 | Blueprint for a Billy Club                         | I sensi di Devil                | Stan Lee      | Gene Colan | John Tartaglione                   | Stan Goldberg | Gene Colan (matite), Frank Giacoia (chine) e Stan Goldberg (colori) | L'Incredibile Devil 60 (Editoriale Corno) | Agosto 1972   |
| 1   | Giugno 1967 | At The Stroke Of Midnight                          | A mezzanotte in punto           | Stan Lee      | Gene Colan | John Tartaglione                   | Stan Goldberg | Gene Colan (matite), Frank Giacoia (chine) e Stan Goldberg (colori) | Incredibile Devil 28 (Editoriale Corno)   | Maggio 1971   |